# Prascorsano
Prascorsano – miejscowość i gmina we Włoszech, w regionie Piemont, w prowincji Turyn.
Według danych na rok 2004 gminę zamieszkiwało 755 osób, 125,8 os./km².